# آمریکایی‌های دانمارکی‌تبار
آمریکایی‌های دانمارکی‌تبار (دانمارکی: Dansk-amerikanere) آمریکایی‌هایی هستند که تمام یا پاره‌ای از اصالتشان به دانمارک می‌رسد. به طور تقریبی، ۱٬۳۰۰٬۰۰۰ آمریکایی تبار دانمارکی دارند.